# Orobothriurus ramirezi
Espèce
Orobothriurus ramirezi est une espèce de scorpions de la famille des Bothriuridae.

## Distribution
Cette espèce est endémique de la région de Coquimbo au Chili. Elle se rencontreentre 3 225 et 4 030 m d'altitude dans les monts Doña Ana.

## Description
Le mâle holotype mesure 32,87 mm et la femelle paratype 37,75 mm, les mâles mesurent de 27,3 à 36,0 mm et les femelles jusqu'à 37,8 mm.

## Étymologie
Cette espèce est nommée en l'honneur de Martín J. Ramírez.

## Publication originale
- Ochoa, Ojanguren Affilastro, Mattoni & Prendini, 2011 : Systematic revision of the Andean scorpion genus Orobothriurus Maury, 1976 (Bothriuridae) : with discussion of the altitude record for scorpions. Bulletin of the American Museum of Natural History, no 359, p. 1-90 (texte intégral).